# El Aguaje, Tezonapa
El Aguaje är en ort i Mexiko.   Den ligger i kommunen Tezonapa och delstaten Veracruz, i den sydöstra delen av landet, 260 km öster om huvudstaden Mexico City. El Aguaje ligger 931 meter över havet och antalet invånare är 305.
Terrängen runt El Aguaje är kuperad åt nordost, men åt sydväst är den bergig. Runt El Aguaje är det ganska tätbefolkat, med 100 invånare per kvadratkilometer. Närmaste större samhälle är Cosolapa, 14,4 km öster om El Aguaje. I omgivningarna runt El Aguaje växer i huvudsak städsegrön lövskog.